# Čakov u Českých Budějovic
Čakov (deutsch Groß Cekau, auch Großtschekau) ist eine Gemeinde im Okres České Budějovice in Tschechien. Sie hat rund 300 Einwohner.

## Geographie
Sie liegt 12 km westlich von Budweis in 450 m ü. M., am Rande des Blanský les im Okres České Budějovice. Östlich fließt der Dehtářský potok. Im Norden der Gemeinde liegt das Erholungsgebiet am Teich Dehtář.
An Čakov grenzen Žabovřesky im Norden, Dubné im Osten, Kvítkovice im Südosten, Jankov u Českých Budějovic im Südwesten und Záboří u Českých Budějovic im Nordwesten.

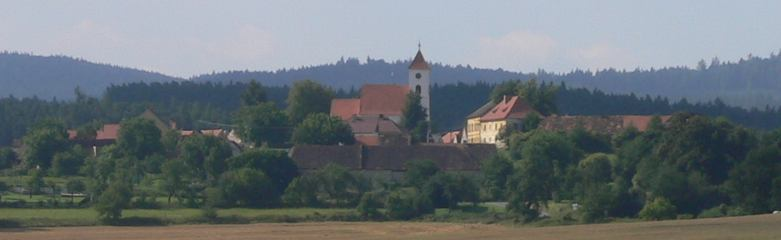
Blick aus der Ferne auf Čakov mit der Kirche

## Geschichte
Ähnlich wie das 2,5 km westliche Holašovice ist das 1262 erstmals erwähnte Čakov ein typisches Dorf mit alten Bauernhäusern.
Das Zentrum des Dorfes bildet die frühgotische St.-Linhardskirche, in der sich das Grabmal des Jiří Čakovec von Bohuslavice aus dem Jahre 1529 befindet. Weitere Plastiken aus dem 16. Jahrhundert, die die heiligen Linhart, Prokop und Korbinian darstellen, sowie eine Statue der Madonna aus dem 15. Jahrhundert sind heute in der Alšova jihočeská galerie auf Schloss Hluboká nad Vltavou ausgestellt.

## Gemeindegliederung
Die  Gemeinde Čakov besteht aus den Ortsteilen Holubovská Bašta (Baschten), Čakov und Čakovec (Klein Cekau, auch Kleintschekau) sowie den Wohnplätzen Borovka, Curna, Kalouch, Podvrážský Mlýn, Špicuk und Tesař.
Das Gemeindegebiet gliedert sich in die Katastralbezirke Čakov u Českých Budějovic und Čakovec.

## Bevölkerungsentwicklung
| Jahr      | 1869 | 1880 | 1890 | 1900 | 1910 | 1921 | 1930 | 1950 | 1961 | 1970 | 1980 | 1991 | 2001 | 2011 | 2021 |
| --------- | ---- | ---- | ---- | ---- | ---- | ---- | ---- | ---- | ---- | ---- | ---- | ---- | ---- | ---- | ---- |
| Einwohner | 469  | 440  | 421  | 435  | 454  | 431  | 397  | 292  | 283  | 262  | 228  | 189  | 201  | 274  | 292  |

## Sehenswürdigkeiten
- Kirche St. Linhard

## Persönlichkeiten
- Jaroslav Pouzar (* 1952), Eishockeyspieler